# یواس‌اس گرین‌لت (ای‌اس‌آر-۱۰)
یواس‌اس گرین‌لت (ای‌اس‌آر-۱۰) (به انگلیسی: USS Greenlet (ASR-10)) یک زیردریایی بود که طول آن ۲۵۱ فوت ۴ اینچ (۷۶٫۶۱ متر) بود. این زیردریایی در سال ۱۹۴۲ ساخته شد.